# Signe Asplund
Signe Maria Lovisa Asplund, född Sandqvist den 26 februari 1875 i Hudiksvall, död den 7 juni 1961, var en svensk textilkonstnär som framförallt var specialiserad på halvflossa.

## Biografi
Asplund föddes i Hudiksvall. Hennes fader var stadens borgmästare, Svante Johan Sandqvist. Modern var född Gederblom. Mellan 1890 och 1896 utbildade hon sig vid Tekniska skolans högre fackkurs för skriv- och teckingslärarinnor i Stockholm. 1896 började hon arbeta som teckningslärarinna vid Sundsvalls läroverk för flickor. År 1901 gifte hon sig med disponenten Gustaf Asplund (1873–1956), och lämnade därmed sitt yrke. Signe och Gustaf Asplund hade tillsammans tre söner, Sven Olof Asplund, Arne Asplund och Bengt Asplund.
Från 1935 ägnade hon sig åt textilkonst. Hon drev bland annat sin egen fristående vävateljé i Stockholm. Hennes specialitet var halvflossa. Mattorna var sobra, och hon använde ofta samma färg till bottenfärg och relief, eller använde en kraftig bottenfärg gentemot en benvit relief. Hon ägnade sig aktivt åt sin konst fram till sin död 1961, och ställde vid flera tillfällen ut sin konst, bland annat vid Stockholms läns hemslöjdsförening, Svensk Hemslöjd samt Köpenhamnsutställningen 1942. På den sistnämnda deltog hon tillsammans med Hildegard Dinclau, Elsa Gullberg och Barbro Nilsson. Mattorna såldes både i Sverige och utomlands, och då i synnerhet till USA. Hennes matta "Gryningen" från 1930-talet köptes in av en kyrka i New York. Hon ritade även mönster till Svensk hemslöjd under 1950-talet. Makarna Asplund är begravda på Lidingö kyrkogård.